# Mirdza Ķempe
Mirdza Ķempe (verheiratete Ādamsone und später Naikovska; * 9. Februar 1907 in Liepāja; † 12. April 1974 in Riga) war eine lettische Lyrikerin und Übersetzerin.

## Leben
Mirdza Ķempe wurde als Tochter eines Schriftstellers und Schneiders in  Liepāja zur Zeit des russischen Kaiserreichs geboren. Dort besuchte sie auch die Grundschule um später eine weiterführende Schule. 1923 veröffentlichte sie ihr erstes Gedicht in der Zeitung „Kurzemes Vārds“ und im selben Jahr übersetzte sie Alexander Puschkins Drama Mozart und Salieri ins lettische. 1927 begann sie an der Universität Lettland an der dortigen Fakultät für Wirtschaft und Recht ein Studium, welches sie nicht abschloss. Zwischen 1928 und 1941 arbeitete sie beim lettischen Rundfunk in Riga, zeitweise als Korrespondentin und Übersetzerin. 1931 heiratete sie den Schriftsteller Eriks Ādamsons.
Nach dem deutschen Angriff auf die Sowjetunion lebte sie in Astrachan, Iwanow und Moskau und arbeitete als Übersetzerin. 1944 kehrte sie nach Riga zurück, wo sie bis 1947 künstlerische Leiterin des „Lettischen Marionettentheaters“ war. Seit 1943 war sie Mitglied im lettischen Schriftstellerverband. Bei diesem war sie zwischen 1948 und 1972 als Beraterin von Schriftstellern beschäftigt.
Ab 1973 war sie korrespondierendes Mitglied der Lettischen Akademie der Wissenschaften. Mirdza Ķempe war als Kunstschaffende in der Sowjetunion privilegiert, wurde aber nie Mitglied der kommunistischen Partei. Im letzten Lebensabschnitt lebte sie unter ärmlichen Verhältnissen.
Sie starb am 12. April 1974 in Riga und wurde auf eigenen Wunsch neben ihrem ersten Ehemann in Rainis beerdigt.

## Erinnerung
1989 wurde eine Gedenktafel mit einem Bild von Mirdza Ķempe in Liepāja eingeweiht. In Riga und Liepāja sind Straßen nach ihr benannt.

## Poesie
Ne jums!

"Ne jums es vaicāšu: kas grēks, kas kauns?

Par velti draudiet man ar tumsas baismu!

Es pati savu dzīvi celšu –

Vienalga man, kur ceļam reiz būs gals…"
Manai Liepājai

"Jūras meita, Zemes māsa.

Mana Liepāja, ko mīlu.

Tavām acīm dzelmes krāsa,

Kurā atspīd debess dzīle."

## Werke

### Poesie
- Rīta vējš (1946, Neuauflage 2013)
- Drauga vārdi (1950)
- Mieram un dzīvībai (1951)
- Es nevaru klusēt (1959)
- Skaudrā liesma (1961)
- Gaisma akmenī (1967)
- Cilvēka ceļš (1969)
- Ērkšķuroze (1973)

### Sammelbände
- Dzejas (1955)
- Mīlestība (1957) - LPSR Valsts prēmija
- Mirkļu mūžība (1964) - PSRS Valsts prēmija
- Mīlestības krāšņais koks (1977)
- Izlase (1982)